# 피타 로빈
피타 로빈(루마니아어: Fița Lovin, 1951년 1월 14일 ~ )은 루마니아의 전직 육상 선수이다. 그녀는 1980년과 1984년 올림픽에 출전했다. 그녀는 1984년 올림픽 800m에서 동메달을 땄다.